# 澳大利亞 (密西西比州)
澳大利亞（英語：Australia）是位於美國密西西比州玻利瓦縣的鬼鎮。

## 歷史
澳大利亞的郵局於1858年設立，其後於1908年停運。

## 地理
澳大利亞所處的海拔為高於海平面48米（即157英呎），而該地所採用的時區為UTC-6，即北美中部時區（CST）。同時該地設有夏令時間，為UTC-6調快一小時，即UTC-5（CDT）。